# Табор (футбольный клуб)
Футбольный клуб «Табор» (Сежана) (словен. Nogometni klub Tabor Sežana) — словенский футбольный клуб из Сежаны, который сейчас играет в Первой лиге. Клуб был основан в 1923 году. Клуб провёл один сезон в главной лиге Словении — Первой лиге в сезоне-2000/01. По итогам сезона-2018/19 занял во Второй лиге второе место и, обыграв старожила высшего дивизиона «Горицу» в переходных матчах — 2:1 и 0:0, вернулся в Первую лигу.

## Достижения
Чемпионат
- Вторая лига Словении по футболу

2-е место (1): 1999/00
- Третья лига Словении по футболу

Победитель (1): 1997/98
2-е место (3): 1994/95, 1996/97, 2002/03
- Четвёртая лига Словении по футболу

Победитель (1): 2007/08
2-е место (1): 2011/12
Кубок
- Республиканский кубок

Финалист (1): 1975/76